# 船屋
船屋（英語：Houseboat）指一艘已被设计或改造为住所并且主要以此目的使用的艇。部分船屋没有被摩托化，因为它们经常被停泊和固定在一个稳定的点上，并且通常会被拴在陆地上作为公共事业设备使用。但也有许多船屋能够在个人的控制下运作。粗糙的船屋会被称为水上棚屋。在西方国家，船屋往往是私人拥有或出租给度假者的，在欧洲的一些运河上，人们常年居住在船屋中。在香港南区也有名为香港仔艇家的船屋，主要由香港渔民居住；但因为香港仔艇家居住者的后代都选择搬迁到旱地上的高层住宅，目前的多数香港并不永久居住在船屋内，香港仔艇家的居住者也从1963年的150,000人变为了1982年的40,000人。